# Banipoulé
Banipoulé est une localité située dans le département de Nako de la province du Poni dans la région Sud-Ouest au Burkina Faso.

## Histoire
Selon la tradition orale, le village aurait été l'un des premiers fondés dans le futur département de Nako par Dah Youlbou, venu du Ghana pour fuir la colonisation anglaise au début du XXe siècle.

## Santé et éducation
Le centre de soins le plus proche de Banipoulé est le centre de santé et de promotion sociale (CSPS) de Nako tandis que le centre hospitalier régional (CHR) de la province se trouve à Gaoua.